# قائمة متاحف باريس
تحتوى باريس على عدد كبير من المتاحف من جميع الأحجام و في جميع الأقسام. و يمكن تصنيف المتاحف الباريسية إلى ثلاث فئات رئيسية هي :
- المتاحف الوطنية، تابعة على مختلف الإدارات و السلطات (خدمة الاختصاصات الوطنية و المؤسسات العامة)، أو كجزء من المؤسسات العامة (الجامعات و غيرها) و تشرف عليها الوصاية وزارة الثقافة الفرنسية)،و خدمة متاحف فرنسا)
- متاحف مدينة باريس.
- المتاحف الخاصة.

## قائمة المتاحف
- العنوان-البريدي متحف مكتب البريد.
- متحف الغواصات أرغونوت أس 636.
- مدينة العلوم والصناعة.

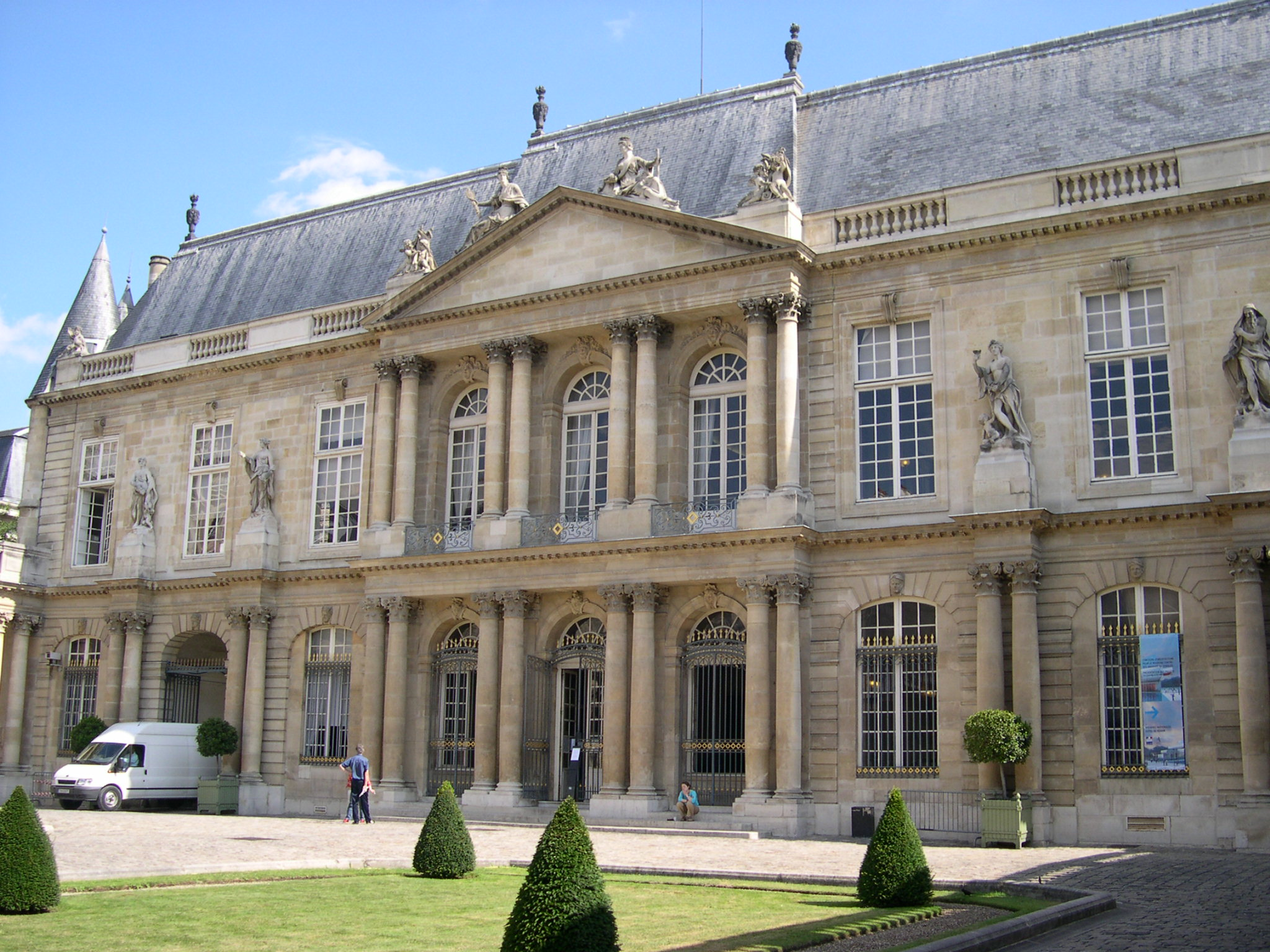
واجهة متحف الأرشيف الوطني

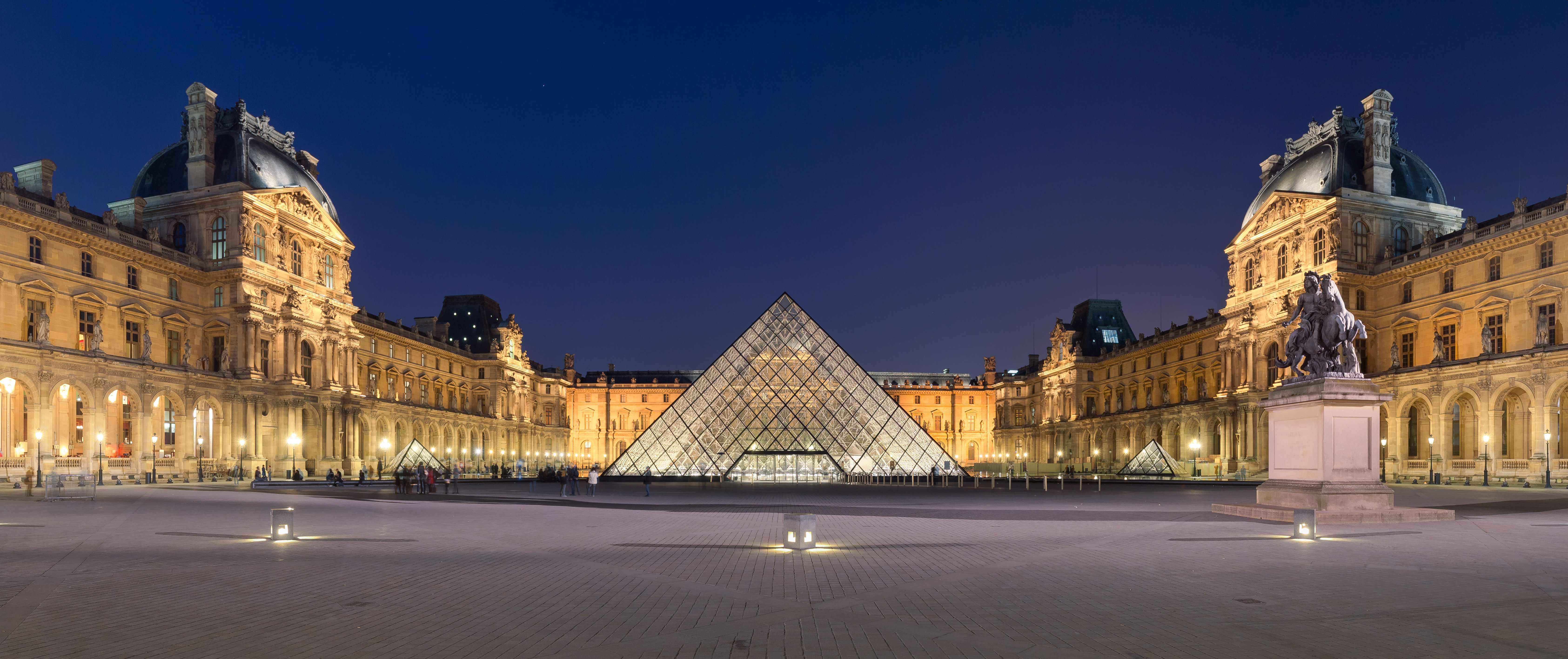
متحف اللوفر

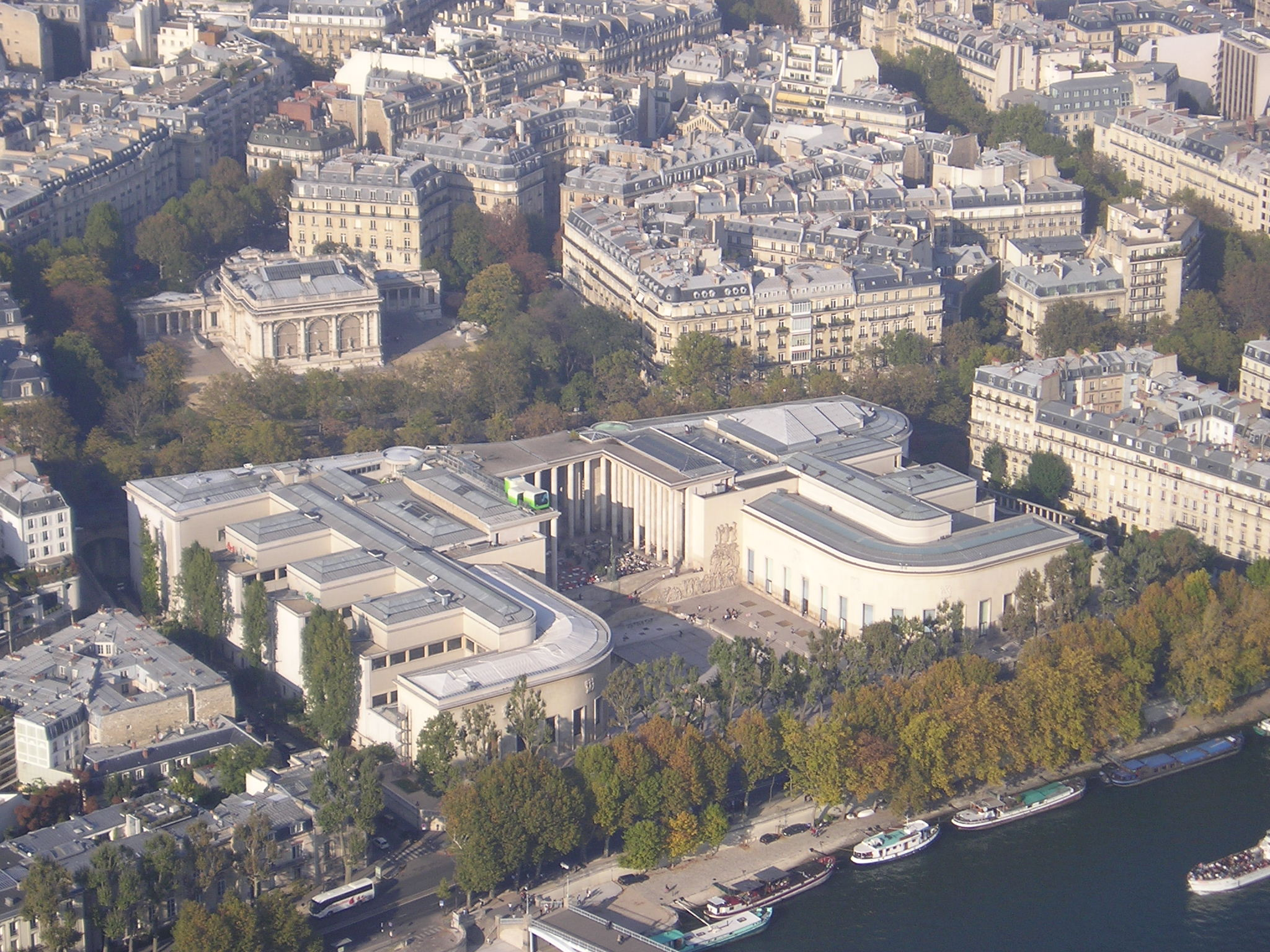
قصر طوكيو في باريس

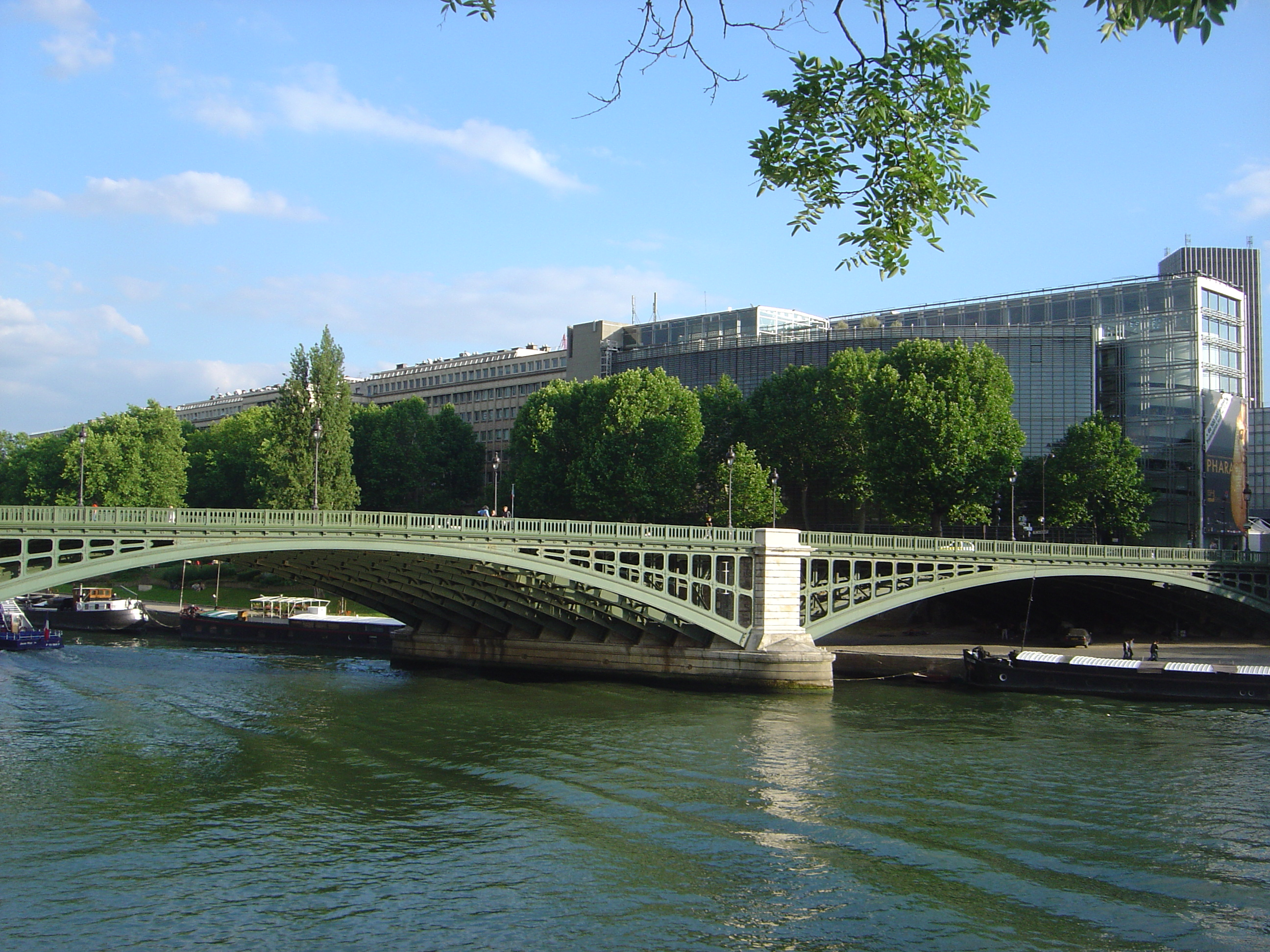
معهد العالم العربي في باريس

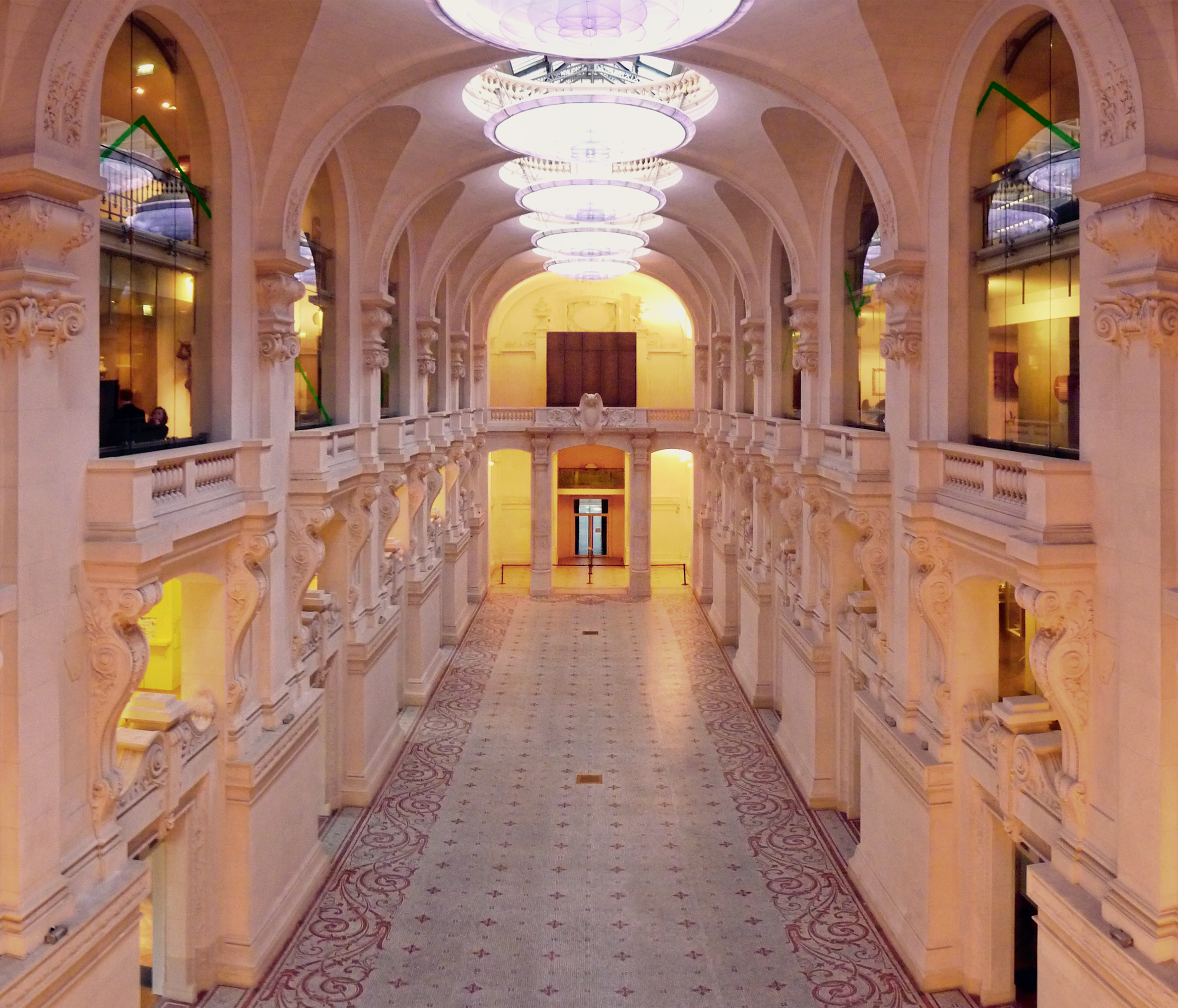
متحف الفن الزخرفي و الديكور

قوس النصر بشارع الشانزليزيه في باريس

- متحف الجنرال فيليب لوكلير دو أوتكلوك والحرية - متحف جان مولان في باريس.
- متحف الدمى - العالم الصغير القديم.
- مركز جورج بومبيدو
- متحف أدزاك.
- متحف أورفيلا.
- قوس النصر (باريس).
- متحف العمارة والتراث (فرنسا).
- المتحف العسكري (باريس).
- متحف فن وتاريخ اليهود.
- متحف الفن الحديث لمدينة باريس.
- متحف فن بروت والفن المفرد (باريس).
- المتحف الوطني للفن الأسيوي غيمييه.
- متحف قصر الباب الذهبي.
- متحف الفن الزخرفي والديكور (باريس).
- متحف الفنون والحرف (باريس).
- المتحف الوطني للفن الحديث (باريس).
- المتحف الوطني للفنون والتقاليد الشعبية (باريس).
- متحف الفن المعرضي (باريس).
- متحف المساعدات العامة والمستشفيات في باريس.
- متحف البكارا للكريستال.
- متحف بلزاك.
- متحف الكتاب والأراضي المقدسة.
- متحف بوليسياس بليغاس.
- متحف بوشار.
- متحف بوييه كريستوفل.
- متحف بوردال.
- متحف نيسيم دو كوموسو.
- متحف كارنافاليه.
- مؤسسة الحي للفن المعاصر.
- مكتبة فرنسا الوطنية.
- سرداب الموتى في باريس.
- متحف الإنسان.
- ليزانفاليد.
- متحف بقايا مقلع كابوسان
- متحف سرنوتشي.
- متحف الصيد والطبيعة.
- متحف الشوكولاته (باريس).
- متحف السينما الفرنسية (باريس).
- المتحف الوطني لتاريخ الهجرة (باريس).
- متحف الرئيس جورج كليمانصو.
- متحف كونياك جاي.
- متحف ومكتبة المرافقة (باريس).
- متحف التزوير والتقليد (باريس).
- مؤسسة لو كوربوزييه.
- متحف كوري.
- متحف السحر (باريس).
- مؤسسة كوستوديا.
- متحف أولفر دابر.
- قصر الاكتشاف.
- متحف الوطني إيجان ديلاكروا.
- متحف دوسني تيار.
- متحف الأمراض التشريحية دوبويتران (باريس).
- متحف بالوعات باريس.
- متحف أدولف تيناري.
- متحف خزانة إيريك ساتي.
- متحف فضاء سيلفادور دالي (باريس).
- متحف المراوح الهوائية التقليدية واليدوية (باريس).
- متحف بيار فوشارد.
- متحف الماسونية (باريس).
- متحف التدخين (باريس).
- متحف تقاليد الحرس الجمهوري (باريس).
- مصنع غوبيلان للنسيج (باريس).
- القصر الكبير (باريس).
- متحف الشمع غروفان.
- متحف غاليارا للموضة (باريس).
- متحف فالونتان هايوي (باريس).
- متحف هيبار (باريس).
- متحف الوطني جون جاك هونار.
- المتحف العشبي (باريس).
- متحف التاريخ المعاصر (باريس).
- متحف الأرشيف الوطني الفرنسي (باريس).
- متحف التاريخ الطبي (باريس).
- المتحف الوطني للتاريخ الطبيعي في باريس.
- متحف التصوير التجسيمي (باريس).
- معهد العالم العربي.
- متحف جاكمارت أندريه.
- متحف الفن المعاصر مضرب التنس (باريس).
- متحف كوك أون.
- متحف وسام جوقة الشرف (باريس).
- متحف لينين (باريس).
- متحف الرسائل والمخطوطات (باريس).
- متحف اللوفر.
- متحف اللوكسمبورغ (باريس).
- بيت أشباح باريس.
- النصب التذكاري لشهداء الترحيل (باريس).
- متحف آريستيد مايول.
- المتحف الوطني للبحرية (باريس).
- المتحف مارمونات كلود مونييه.
- متحف مواد مركز الأبحاث على الأثار التاريخية (باريس).
- متحف ميداليات وعملات و تحف المكتبة الوطنية الفرنسية (باريس).
- مركز البحار والماء (باريس).
- متحف أدام ميكيويتسز.
- متحف علم المعادن (باريس).
- متحف الأزياء والمنسوجات (باريس).
- متحف مواسان (باريس).
- متحف العملات (باريس).
- متحف مونمارتر (باريس).
- متحف الأثار الفرنسية.
- قصر غارنييه.
- المتحف الوطني غوستاف مورو.
- المتحف الوطني للعصور الوسطى (باريس).
- متحف الموسيقى (باريس).
- مكتبة ومتحف الأوبرا.
- متحف مشتل البرتقال (باريس).
- متحف وسام تحرير (باريس).
- متحف أورسيه.
- السرداب الأثري لفناء كنيسة نوتردام.
- متحف باستور (باريس).
- جناح الأرسنال (باريس).
- جناح الفنون (باريس).
- متحف الفنون الجميلة (باريس).
- الدار الأوروبية للتصوير.
- متحف إديث بياف.
- متحف بيكاسو (باريس).
- متحف بيار مارلي.
- معرض فنون باريس.
- متحف الخرائط المجسمة (باريس).
- المكتبة البولونية في باريس.
- متحف بلدية الشرطة (باريس).
- متحف الإعلانات (باريس).
- متحف برانلي.
- متحف راديو فرنسا.
- متحف رودان.
- متحف النحت في الهواء الطلق (باريس).
- متحف ومعرض سيتا (باريس).
- متحف الأقفال (باريس).
- متحف الخدمات الصحية العسكرية (باريس).
- متحف الهولوكوست (باريس).
- متحف الوطني للرياضة (باريس).
- المركز الثقافي السويدي في باريس.
- قصر طوكيو (باريس).
- المتحف الوطني للأشغال العامة (باريس).
- متحف جامعة الطب (باريس).
- جامعة باريس 5 - ديكارت.
- متحف فيكتور هوغو (باريس).
- متحف الحياة الرومنسية (باريس).
- متحف الخمر (باريس).
- متحف زادكين (باريس).
- متحف الطيران والفضاء (باريس).

## مقالات ذات صلة
- فرنسا.
- باريس.
- المعالم السياحية و المواقع الأثرية في باريس.